# Bellefontaine (Mancha)
Bellefontaine foi uma comuna francesa na região administrativa da Normandia, no departamento Mancha. Estendia-se por uma área de 6,59 km². Em 2010 a comuna tinha 159 habitantes (densidade: 24,1 hab./km²).
Em 1 de janeiro de 2017, passou a formar parte da nova comuna de Juvigny les Vallées.